# Jean XVI d'Alexandrie
Jean XVI d'Alexandrie (mort le 15 juin 1718) est le 103e patriarche copte d'Alexandrie.

## Biographie

### Origine
Le patriarche est connu sous le surnom de  Yoannis El-Tokhi. Ses parents étaient des chrétiens de Tokh El-Nasara, dans le Diocèse de Menoufia. Ils élevèrent leur fils dont le nom de baptême était Ibrahim, avec beaucoup de soin en lui donnant une bonne éducation et il grandit dans la vertu et la chasteté. 
À la mort de son père il se retire du monde et entre dans la vie monastique au Monastère Saint-Antoine en Araba, où il devient moine. Il revêtit l'habit du moine et lorsqu'ils constatèrent son attachement au culte et à l'ascèse, les pères et les moines le choisirent comme prêtre. C'est le Pape Mathieu IV d'Alexandrie lui-même qui l'ordonne prêtre du Monastère dans l'église de la Sainte Vierge de Haret Zeewailah 

### Patriarcat
Après la mort du Pape Mathieu IV d'Alexandrie, les évêques, les prêtres et les responsable laïcs de la communauté copte
le choisissent comme guide. Il est ordonné un dimanche, le 9e de jour de Baramhat, 1392 A.M. (5 mai 1676 A.D.). Il prend alors le nom de Jean ou Yoannis XVI. La cérémonie de son couronnement fut splendide et la joie prévalut alors en Égypte. Le dimanche le 19e jour de Bashans, 1421 A.M. (25 mai 1705 A.D.) il procède à l'ordination de nombreux prêtres et diacres. Pendant son patriarcat il se rend quatre fois au monastère du Grand Saint-Antoine, le père des moines, sur le mont El-Kalzam: la première au mois de Kiahk, 1395 A.M. (1678 A.D.), accompagné par le supérieur du monastère et de quelques moines. La seconde le 20e jour  Baramouda, 1411 A.M. (1695 A.D.) à la fin de la sainte fête. Il était accompagné par Fr. John the Virgin, le prêtre de l'église de la Vierge à Haret El-Room et par l'honorable diacre El-Moallem Girgis El-Toukhy Abu Mansour, et El-Moallem Soliman El-Sarraf El-Shenrawi. Le troisième fois en  Misra 1417 A.M. (1701 A.D.), et la quatrième en 1421 A.M. (1705 A.D.) afin de consacrer le monastère de Saint-Paul.
Lors du mois d'Abib, 1417 A.M., pendant le mandat du gouverneur ottoman Mohammed Pasha un grave incident survient pour les Chrétiens orthodoxes d’Égypte,  Une accusation est portée contre les Coptes d'avoir édifié de nouveaux bâtiments dans leurs églises Le Gouverneur mandate alors un agha, architecte, et des juges afin d'enquêter sur cette question. Il fut rapidement évident que de nombreux nouveaux bâtiments avaient été bâtis dans les églises. Toutefois à la demande du Pape de nombreuses personnalités honorables d'Égypte acceptèrent d'intercéder  en faveur des Chrétiens auprès du Gouverneur. Ce dernier accepte alors qu'ils paient une amendes. Le Pape rencontre les chefs de la communauté : El-Moallem Youhanna Abu Masri, El-Moallem Girgis Abu Mansour, et El-Moallem Ibrahim Abu Awad qui acceptent à l'unanimité que le Patriarche rende visite aux chrétiens chez eux afin de collecter les fonds nécessaires à son paiement. Le montant de l'amende est ainsi rapidement collecté et payé au Gouverneur. Les églises ont été rouvertes, et la paix restaurée. Le Pape qui s'était fortement impliqué dans cette collecte de fonds se retire au Monastère Saint-Antoine le 7e du mois de Misra, 1417 A.M. pour une retraite.
En 1425 A.M. (1709 A.D.), le patriarche visite Jérusalem, avec une délégation d'évêques et beaucoup d'archiprêtres, de prêtres  et de laïcs. Le diacre  El-Moallem Girgis Abu Mansour El-Toukhy, prit à sa charge toutes les dépenses de ce voyage. Il prit également en charge les frais liés à la rénovation de l'église de la Vierge connue sous le nom d'El-Muallakah au Vieux-Caire. Le Pape visite également les églises et la monastères comme l'église Saint-Marc à Alexandrie. Il sillonne également la Haute-Égypte et la Basse-Égypte.

### Décès
La fin de sa vie est paisible ; il tombe brièvement malade et meurt en paix, veillé pendant une semaine par son ami le chef laïc de la communauté Girgis Abu Mansour. Beaucoup le regrettèrent, et les évêques, les prêtres, et les chefs laïcs de la communauté prièrent autour de son corps. Ils transportent ensuite sa dépouille avec pompe, et la placent dans le tombeau des Patriarches de l'église du monastère Saint-Mercure Abu Saifain dans le Vieux-Caire, le 10e jour de Baounah 1434 A.M., (15 juin 1718 A.D.), après qu'il a exercé sa fonction pendant 42 ans et 3 mois
Selon L'Art de vérifier les dates: Après la mort du patriarche Jean XVI: « La suite des Patriarches d'Alexandrie n'offre rien d’intéressant; ce qui a déterminé les Bénédictins à la supprimer »...